# Typocerus confluens
Typocerus confluens är en skalbaggsart som beskrevs av Thomas Casey 1913. Typocerus confluens ingår i släktet Typocerus och familjen långhorningar. Inga underarter finns listade i Catalogue of Life.